# Vanguard TV3
El Vanguard TV3 fue el primer proyecto por parte de los Estados Unidos para colocar un satélite en órbita alrededor de la Tierra. Era un satélite de un tamaño reducido diseñado para poner en prueba la capacidad de lanzamiento del cohete Vanguard de tres fases, y estudiar los efectos del entorno en un satélite y en sus sistema en una órbita alrededor de la Tierra. También tenía como objetivo obtener mediciones geodésicas a partir del análisis de la órbita. El cohete explotó violentamente pocos segundos después del lanzamiento. 

## Lanzamiento
6 de diciembre]] de 1957 en Cabo Cañaveral, el motor principal fue iniciado y comenzó a elevarse pero aproximadamente dos segundos después tras alcanzar una altitud de aproximadamente 1,2 m, el cohete perdió la propulsión y se hundió de nuevo en la base de la lanzadera espacial. Cuando se precipitó sobre la lanzadera los tanques de combustible se quebraron y explotaron, destruyendo el cohete y dañando seriamente la lanzadera. El satélite Vanguard fue propulsado y aunque los daños no permitieron que se volviera a usar, estaba en condiciones de emitir. El satélite original está expuesto en el National Air and Space Museum del Instituto Smithsoniano.
La causa del accidente no pudo determinarse con certeza, pero la explicación que cuenta con mayor aceptación es que una baja presión en el tanque de combustible inferior permitió que algo de combustible ardiente de la cámara de combustión penetrara a través de la cabeza del inyector en el sistema de combustible antes de que se alcanzara la presión final del combustible de la bomba turbo.

## Diseño del satélite

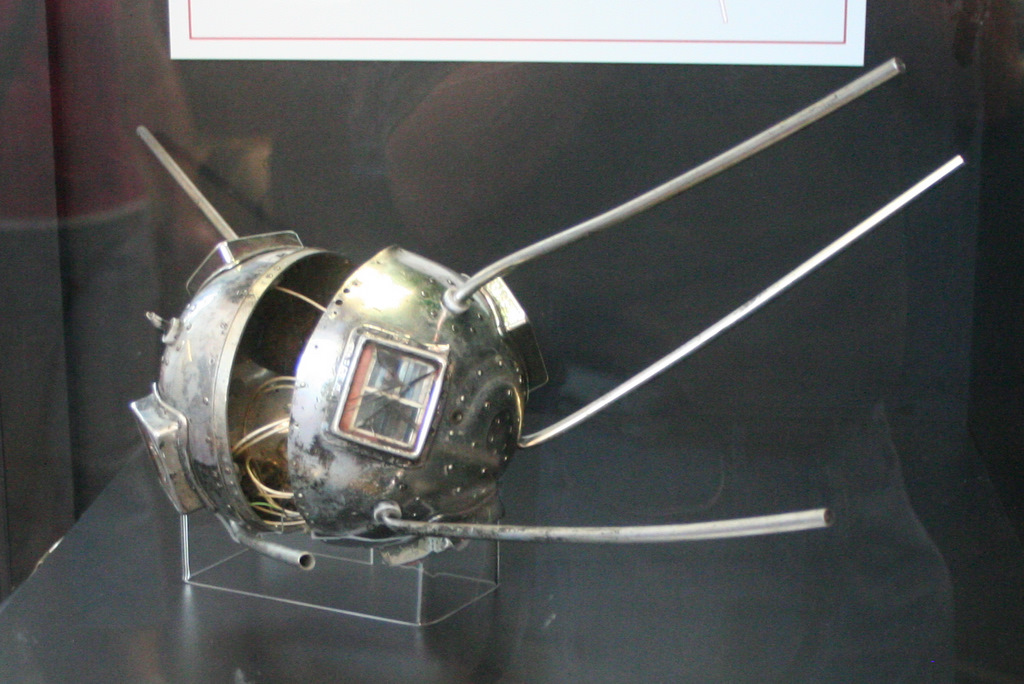
Restos del satélite TV-3 en exhibición en el Museo Nacional del Aire y del Espacio.

La carga útil fue una esfera de aluminio de 1,36 kg y15,2 cm de diámetro, casi idéntico al posterior Vanguard 1. Contenía un transmisor de 10 mW trabajando a una frecuencia de 108 MHz alimentado por una batería de mercurio y un transmisor de 5 mW a 108,03 MHz alimentado por 6 células solares montadas en el cuerpo del satélite. De la esfera salían 6 antenas. Los transmisores tenían como objetivo para datos de ingeniería y de rastreo, pero también se pretendían usar para determinar el contenido total de electrones entre el satélite y diferentes estaciones terrestres. El Vanguard TV3 también portaba dos termistores para medir las temperaturas interiores para efectuar lecturas de la temperatura interior para seguir la efectividad de la protección térmica del satélite.

## Prensa
Los periódicos de la época trataron este suceso en la portada, aludiendo en ocasiones con el programa soviético Sputnik, con denominaciones como "Flopnik", "Kaputnik" y "Stayputnik" (al español algo así como "Estatequietnik").